# Pyrausta theialis
Pyrausta theialis is een vlinder van de familie van de grasmotten (Crambidae). De wetenschappelijke naam van deze soort is voor het eerst voorgesteld als Botys theialis door Francis Walker in een publicatie uit 1859.
De soort komt voor in Maleisië (Sarawak).